# LGBT práva v Indonésii

Duhová mapa Indonésie

Lesby, gayové, bisexuálové a translidé se v Indonésii setkávají s právními komplikacemi a předsudky neznámými většinové populaci. Tradiční morálka homosexualitu a crossdressing odsuzuje, což se také odráží ve veřejné politice. Pro upřesnění indonéské homosexuální páry a domácnosti nemají stejný právní status jako heterosexuální manželské páry. Indonésie sice nemá zákony proti sodomii a netrestá bezúplatný konsensuální homosexuální akt mezi dospělými jedinci v soukromí, ale nechrání LGBT komunitu před diskriminací a zločiny z nenávisti. V současné době neuznává stejnopohlavní manželství. V červenci 2015 se k této věci vyjádřilo Ministerstvo náboženství s tím, že něco takového je v Indonésii neakceptovatelné, neboť veškeré náboženské normy mluví proti tomu. V zájmu zachování sociální harmonie je spíše třeba vymáhat dodržování zákonů, než klást důraz na práva. Tento postoj má tendenci zpochybňovat důležitost lidských práv, jejichž součástí jsou i LGBT práva. I přesto je indonéská LGBT komunita stále více viditelnější a politicky aktivnější.
V nedávné době čelili LGBT Indonésané rostoucí míře agresivity a nepřijetí. Na začátku roku 2016 se LGBT lidé a aktivisté začali setkávat s ostrou opozicí, homofobními útoky, nenávistnými projevy a to i ze strany úřadů. V únoru 2016 vyzvala Human Rights Watch indonéskou vládu, aby přijala opatření na ochranu LGBT práv a aby diskriminační postup místních úředníků veřejně odsoudila.
Ke coming outu, přiznání sexuality, v rodině a mezi přáteli dochází ze strany LGBT komunity velmi zřídka kvůli obavám z odmítnutí a sociálního vyloučení. I tak jsou zde ale známy případy porozumění a akceptace ze strany rodin LGBT lidí.

## Právní status
Na rozdíl od sousední Malajsie nemá Indonésie žádné specifické zákony proti sodomii. Celonárodní trestní zákoník netrestá bezúplatné konsensuální pohlavní styky s dospělými osobami téhož pohlaví konané v soukromí. Návrh zákona kriminalizujícího homosexualitu, nesezdané soužití, cizoložství a čarodějnictví byl v r. 2003 odmítnut a žádný jiný podobného charakteru nebyl znovu předložen.
Indonésie povoluje jedné ze svých provincií přijmout určité zákony založené na Sharia islámském náboženském systému. Tohoto privilegia využily provincie Ačeh , které přijaly vlastní anti-gay zákony. Ty trestajíc konsensuální stejnopohlavní sexuální styk a tzv. „zinu“ (sexuální vztahy mimo manželství). Trest pro ty, kteří se angažují v homosexuálních aktech, spočívá v 100 ranách bičem a až 100 měsících vězení. Za zinu lze uložit trest 100 ran bičem.
Přestože Indonésie soukromý konsensuální a bezúplatný homosexuální akt od r. 1993 netrestá, tak má pro homosexuály a pro heterosexuály odlišně stanový věk způsobilosti (17 pro heterosexuály a 18 pro homosexuály).
Ústava se o sexuální orientaci a genderové identitě nijak nevyjadřuje. Garantuje všem občanům jistá práva, včetně rovnosti před zákonem, rovných příležitostí, lidského zacházení v pracovněprávních vztazích, náboženské svobody, práva svobodně vyjádřit svůj názor, práva shromažďovacího a sdružovacího. Veškerá tato práva je přípustné omezovat v zájmu zajištění veřejného pořádku a náboženské morálky.
Přestože nebyly nijak v rozporu se zákonem, tak indonéská vláda podnikla určité kroky k cenzuře filmů a jiného mediálního obsahu podporujících homosexualitu. V r. 2016 oznámila, že plánuje v brzké době zakázat několik LGBT webových stránek a počítačových aplikací.

### Výzva k diskriminaci a kriminalizaci
Nejsilnější odpor k jakémukoli uznávání LGBT práv v Indonésii pochází ze strany náboženských autorit a nátlakových skupin, zejména islámských organizací. Indonesian Ulema Council (Majelis Ulama Indonesia nebo MUI) zaujímá k LGBT populaci postoj, že je „deviantní“, a že uráží „důstojnost Indonésie“.
V r. 2002 získala provincie Ačeh od centrální vlády právo na uplatňování islámského práva Šaría, avšak s působností pouze na muslimské občany. Nejsevernější provincie Ačeh tedy přijala anti-homosexuální zákony založené na Šaríji, podle nichž lze za homosexuální styk trestat 100 ranami bičem. K jejich aktivnímu vymáhání začalo docházet koncem r. 2015. Dalším příkladem je město Palembang, které za homosexuální styk trestá vězením a pokutou  (ačkoli zákony jsou od roku 2020 zrušeny.). V zákoně je homosexualita definována jako akt prostituce, která odporuje normám slušnosti, náboženství a právním normám vycházejících ze sociálních pravidel. Následující akty jsou definovány jako akty prostituce: homosexuální a lesbický sex, sodomie, sexuální obtěžování a jiné pornografické akty. 
V březnu 2015 vydala Indonesian Ulema Council (Majelis Ulama Indonesia nebo MUI) fatvu, neboli náboženské dobrozdání, v němž volala po trestání homosexuálních aktů výpraskem a v některých případech i smrtí. Fatva považuje homosexualitu za léčitelnou nemoc a volá po jejím tvrdém postihování.
Indonéské Lidové reprezentativní shromáždění trest smrti za stejnopohlavní styk rázně odmítnulo s tím, že něco takového je v zemi naprosto nerealizovatelné a nepřípustné. Připomnělo také, že fatva MUI by měla představovat pouze morální imperativ pro její přívržence, nikoli všeobecně závaznou normu pozitivního práva, kterou by šlo vymáhat státní mocí. Při příležitosti zrodu anti-LGBT nálad na začátku r. 2016 navrhli v březnu téhož roku islamistické strany Prosperita a spravedlnost (Prosperous Justice Party) a Jednotný rozvoj (United Development Party) zákon zakazující LGBT aktivismus a chování. V posledních měsících začali zaujímat postoje proti LGBT komunitě i další politici.
Na konci listopadu 2016 upozornila Fronta na ochranu islámu (Islamic Defenders Front) jakartskou policii na konání „sexuální párty“. Navzdory zákonnosti jejich shromáždění, došlo k policejní razii.

## Indonéské LGBT hnutí
V r. 1982 byla v Indonésii založená první zájmová skupina na podporu LGBT práv. Lambda Indonesia a další organizace vznikaly ke konci 80. a 90. let. Dnes jsou největšími LGBT asociacemi Gaya Nusantara a Arus Pelangi. Indonéské gay a lesbické hnutí je jedním z nejstarších a největších v Jihovýchodní Asii. Aktivity Lambda Indonesia spočívaly ve shromažďování, zvyšování povědomí a poskytování informací. Její činnost skončila v 90. letech. Gaya Nusantara je skupinou, která se zabývá homosexuální problematikou ve vztahu k AIDS. Další skupinou je Yayasan Srikandi Sejati, založená v r. 1998. Jejími hlavními cíli jsou zkvalitňování zdravotní péče pro transgender, prevence HIV/AIDS, poradenství, poskytování kondomů zdarma pro transgender sexuální pracovníky a bezplatná zdravotní klinika. V současné době funguje v Indonésii přes 30 LGBT skupin.
Yogyakarta byla hostem summitu LGBT práv v r. 2006, který se dohodnul na Yogyakartských principech aplikace mezinárodních lidských práv ve vztahu k sexuální orientaci a genderové identitě. Dalším summit konaný v březnu 2010 v Surabaji byl narušen protesty Indonesian Ulema Council a konzervativci.
Do roku 2015 mělo vítězství LGBT hnutí v západních státech výrazný vliv na Indonésii. S počtem vlivných západních evropských zemí a Spojených států legalizujících stejnopohlavní manželství se problematice LGBT práv začala v Indonésii věnovat mimořádná veřejná pozornost, která vyvrcholila odbornými diskusemi na toto téma. Populární téma se rozdělil do několika stanovisek. Reakce byly většinou negativní. Pravicová část indonéské politicky, zejména nábožensky založené strany a organizace LGBT práva veřejně odmítly. Někteří varovali, že se Indonésie nachází pod hrozbou globální „LGBT propagandy“, která podporuje „LGBT životní styl“. Stejnopohlavní manželství nebo registrované partnerství se staly hlavním tématem diskusí veřejnosti ve vztahu k LGBT, ačkoli se LGBT aktivisté zaštiťují tím, že nehodlají momentálně prosazovat manželskou rovnost, a že jim jde především o základní lidská práva bezpečnosti a svobody shromažďování.

### HIV/AIDS
Neexistuje žádný oficiální postoj státu k HIV/AIDS, navzdory tomu že se jedná o hlavní problém ve většině zemí této oblasti. Osobám infikovaným virem HIV může být odepřen vstup do země, případně jsou podrobeni karanténě. Kvůli nedostatečné sexuální výchově v indonéských školách je ve většině populace povědomí o této nemoci malé. Některé organizace, které se zabývají sexuální výchovou, jsou pak následně podrobeni otevřenému nepřátelství ze strany školských autorit. Na začátku gay hnutí v Indonésii se LGBT organizace snažily odbourat všeobecně zakořeně mínění, že AIDS je nemocí homosexuálů, která vedlo ke stigmatizaci LGBT lidí.

## Změna pohlaví
Status transvestititů, transsexuálů a obecně transgender v Indonésii je komplexní. Crossdressing není sám o sobě ilegální a někteří transgender pracující v salónech krásy a jiném zábavním průmyslu jsou společností většinou přijímáni. Například televizní show transženy Dorce Gamalama. Nicméně zákon nechrání transgender před diskriminací a sexuálním obtěžováním a také jim nezakládá právo na operativní změnu jejich anatomického pohlaví, případně vystavení nových úředních dokladů, které je nezbytné pro život v jimi preferovaném pohlaví.
Olga Syahputra, indonéský herec, komediant a televizní moderátor sice znázorňuje transvestitity, ale odmítá tvrzení, že by byl homosexuál.
Diskriminace, sexuální obtěžování a někdy i násilí proti transgender není neobvyklé. Translidé, kteří neumějí skrývat svojí skutečnou genderovou identitu, mají často problém najít si trvalé a legální zaměstnání, a proto se obvykle živí prostitucí a jinými nelegálními aktivitami, aby se uživili.
Islamic Indonesian Ulema Center je toho názoru, že by měli žít v tom pohlaví, ve kterém se narodili. Pokud se odmítnou za pomocí léčby a modliteb sami uzdravit, musí počítat s obtěžováním a pronásledováním," tak se vyjádřil jeden z jejích členů.
V r. 2012 se Yuli Retoblaut, padesátiletá transosoba, která se dva roky starala o amerického prezidenta Baracka Obamu ucházela o místo předsedkyně Výboru pro lidská práva (National Commission on Human Rights). Hlavní město Jakarta je jediným místem na světě, ve kterém existuje madrasa pro transgender.

## Stejnopohlavní soužití
Zákony neuznávají stejnopohlavní manželství, registrované partnerství a ani jinou formu stejnopohlavního soužití.

## Adopce a plánování rodiny
Stejnopohlavním párům není v Indonésii umožněná adopce dětí. Pouze sezdané manželské páry skládající se z manžela a manželky mohou osvojit.

## Ochrana občanských práv
Podle zprávy z r. 2007 nemá Indonésie žádná zákonná opatření proti homofobní a transfobní diskriminaci.

## Názory politických stran
Většina hlavních politických stran se k LGBT právům nijak nevyjadřuje. Islamistické strany Prosperita a spravedlnost (Prosperous Justice Party) a Jednotný rozvoj (United Development Party) ostře odmítají LGBT práva a aktivně prosazují zákony kriminalizující LGBT. V březnu 2016 navrhly anti-LGBT zákon trestající LGBT aktivismus, práva a chování. Strana národního mandátu (National Mandate Party) vyzývá lid, aby nepronásledoval a nediskriminoval LGBT komunitu, ačkoli sdílí stejný názor jako výše uvedené islamistické strany. Výměnou za to požaduje po LGBT lidech, aby se nedožadovali dalšího rozšiřování svých práv.
V současné době nevyjadřují žádné politické strany otevřenou podporu hnutí za práva LGBT. Nicméně v říjnu 2016 vyjádřil indonéský prezident Joko Widodo právům LGBT podporu s tím, že se bude aktivně zasazovat v boji proti diskriminaci. S LGBT právy v určité míře sympatizují i někteří politici z Demokratické strany Indonésie – boje (Indonesian Democratic Party of Struggle) a moderní konzervativní Strana národního obrození (National Awakening Party). Demokratická strana-boj se prezentuje jako pluralistická, díky čemuž je s jejími hodnotami akceptace existence LGBT lidí slučitelná. Přestože si stojí za tím, že se jedná o deviantní chování, vyzývá k toleranci LGBT lidí a ke zdržování se jakéhokoli nepřátelství proti nim.

## Životní podmínky
Indonésie má největší muslimskou populaci na světě. Až 86% jejích občanů vyznává islám. Rodiny politika indonéských autorit, společenský tlak a náboženství nedávají moc velký prostor k podpoře homosexuality. Moderní i tradiční muslimové, jakož i ostatní náboženské skupiny jako jsou křesťané, zejména římští katolíci, homosexualitu odmítají. Mnoho islámských fundamentálních skupin jako jsou Fronta podporovatelů islámu (The Front of Supporters of Islam, FPI) a FBR (Betawi Council Forum) zaujímají otevřeně nepřátelský postoj k LGBT lidem a neváhají aktivně pronásledovat kohokoli, kdo podle nich poškozuje islámské hodnoty.
Přímou diskriminaci a homofobní násilí mají na svědomí hlavně náboženští extremisté, kdežto ta skrytá a rafinovanější se objevuje denně mezi přáteli, v rodině, na pracovišti a ve školství. LGBT lidé se také setkávají i s policejním násilí, jež je těžko prokazatelné, neboť jeho oběti se bojí veřejně prezentovat svojí sexualitu. Běžně dochází k jejich trestání a pokutování z důvodu sexuální orientace. Ve věznicích čelí tvrdé šikaně a násilí, o němž se bojí mluvit, aby předešli jeho dalšímu stupňování.
Indonésie má reputaci relativně moderní a tolerantní muslimské země, která je k LGBT komunitě poměrně otevřená. V médiích se semtam LGBT lidé objevují a centrální vláda připouští diskrétní existenci LGBT komunity. Někdy jim povolí organizovat i veřejné akce. Nicméně konzervativní islámské sociální normy mají v širší společnosti tendenci dominovat. Homoexualita a crossdressing jsou stále tabu a LGBT lidé se pravidelně stávají terčem a fanatických skupin.

## Souhrnný přehled
| Legální stejnopohlavní styk                                                             | Legální celostátně s výjimkou jeden provinci nelegální v provincii Ačeh |
| Stejný věk legální způsobilosti k pohlavnímu styku pro obě orientace (18)               | Yes                                                                     |
| Anti-diskriminační zákony v zaměstnání                                                  | [ 33 ]                                                                  |
| Anti-diskriminační zákony v přístupu ke zboží a službám                                 | No                                                                      |
| Anti-diskriminační zákony v ostatních oblastech (homofobní urážky, zločiny z nenávisti) | No                                                                      |
| Stejnopohlavní manželství                                                               | No                                                                      |
| Jiná forma stejnopohlavního soužití                                                     | No                                                                      |
| Adopce dítěte partnera                                                                  | No                                                                      |
| Společná adopce dětí stejnopohlavními páry                                              | No                                                                      |
| Gayové a lesby smějí otevřeně sloužit v armádě                                          | No                                                                      |
| Možnost změny pohlaví                                                                   | Yes                                                                     |
| Přístup k asistované reprodukci pro lesbické ženy                                       | No                                                                      |
| Náhradní mateřství pro gay páry                                                         | No                                                                      |
| MSM smějí darovat krev                                                                  | [ 34 ]                                                                  |